# 스즈키 겐타
스즈키 겐타(일본어: 鈴木 健太, 1985년 9월 16일 ~ )는 일본의 전 축구 선수이다.

## 구단 경력
과거 방포레 고후, SC 사가미하라에서 활동하였다.